# Thermistor
Ein Thermistor (Kofferwort aus englisch thermally-sensitive resistor) ist ein elektrischer Widerstand, dessen Wert sich mit der Temperatur reproduzierbar ändert. Thermistoren unterteilen sich in ihren Temperaturverhalten in zwei Gruppen:
- Heißleiter, welche über einen negativen Temperaturkoeffizienten (NTC) verfügen und im heißen Zustand besser elektrisch leiten als im kalten Zustand.
- Kaltleiter, welche über einen positiven Temperaturkoeffizienten (PTC) verfügen und im kalten Zustand besser elektrisch leiten als im heißen Zustand.

Schaltsymbol

In den bevorzugten Anwendungen dienen Thermistoren
- der elektrischen Temperaturmessung im Rahmen des Widerstandsthermometers oder
- der Strombegrenzung bei elektrischen Geräten (Anlaufstrombegrenzung oder Spitzenstrombegrenzung).

## Allgemeines
Kennzeichnend für einen Thermistor ist die Änderung des Widerstandes bei Änderung der Temperatur. Als Widerstandsmaterial werden Metalle, halbleitende Metalloxide (keramische Werkstoffe) oder Silizium verwendet, wobei je nach Anwendung sowohl Materialien mit positiven als auch negativen Temperaturkoeffizienten Anwendung finden.
Im Kleinsignalverhalten kann die Abhängigkeit des Widerstandes {\displaystyle R} von der Temperatur {\displaystyle T} als lineare Gleichung mit dem Proportionalitätsfaktor {\displaystyle k} beschrieben werden:
{\displaystyle \Delta R=k\Delta T} .
Der Faktor {\displaystyle k} wird auch als Temperaturkoeffizient erster Ordnung bezeichnet. Je nach Vorzeichen dieses Koeffizienten wird zwischen Heißleitern mit negativen Koeffizienten und Kaltleitern mit positiven Koeffizienten unterschieden. Bei Heißleitern, auch als NTC-Widerstand bezeichnet, sinkt der Widerstandswert mit steigender Temperatur. Bei Kaltleitern, auch als PTC-Widerstand bezeichnet, steigt der Widerstandswert mit steigender Temperatur.

## Anwendungen

### Messtechnik

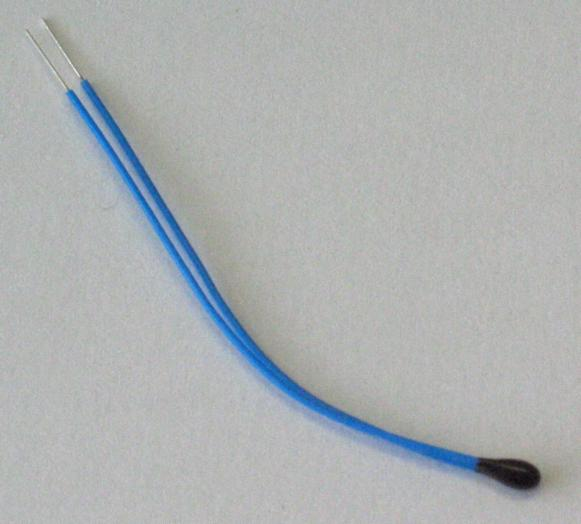
Thermistor in Perlenbauform zur Temperaturmessung

#### Kaltleiter
Reine Metalle sind Kaltleiter. In der industriellen Temperaturmesstechnik sind Messwiderstände aus Platin wie der Platin-Messwiderstand üblich und genormt. Sie können bei geeigneter Ausrüstung bis 850 °C eingesetzt werden. Sie haben eine fast lineare Kennlinie bei einer relativen Widerstandsänderung von knapp 0,4 % pro °C.
Ausführungen mit keramischen Werkstoffen sind etwa bis 200 °C einsetzbar. Ihre Kennlinie steigt in einem engen Bereich um ihre Nenn-Ansprechtemperatur mit bis zu 30 % pro °C an. Messtechnisch sind sie kaum mehr geeignet als zur Aussage "zu kalt/zu warm".

#### Heißleiter
Thermistoren mit negativen Temperaturkoeffizienten (NTC, Heißleiter) weisen aufgrund des zugrundeliegenden Halbleiter-Effektes eine hohe Abhängigkeit von Fehlstellen, wie der Dotierung der Grundstoffe auf. Die Verarbeitung wie das Mischen, Mahlen, Pressen, Sintern hat einen großen Einfluss auf die Eigenschaften und die Langzeitstabilität. Daher waren NTCs lange Zeit nur mit stark streuenden Kenndaten herstellbar und haben den NTCs in ihrer Anfangszeit den Ruf eingebracht, für präzise Temperaturmessung wenig geeignet zu sein.
Heißleiter sind bis etwa 150 °C einsetzbar. Sie weisen gegenüber Platin-Messwiderständen eine deutlich höhere Empfindlichkeit auf (Richtwert: Bei Zimmertemperatur dem Betrage nach eine Zehnerpotenz größer). Ihr nichtlineares Verhalten wird durch nichtlineare Gleichungen beschrieben. Die bevorzugte Darstellung der Abhängigkeit ist unter Widerstandsthermometer angegeben. Eine weitere übliche Darstellungsform des nichtlinearen Zusammenhangs ist die Steinhart-Hart-Gleichung.

### Strombegrenzung

#### Kaltleiter

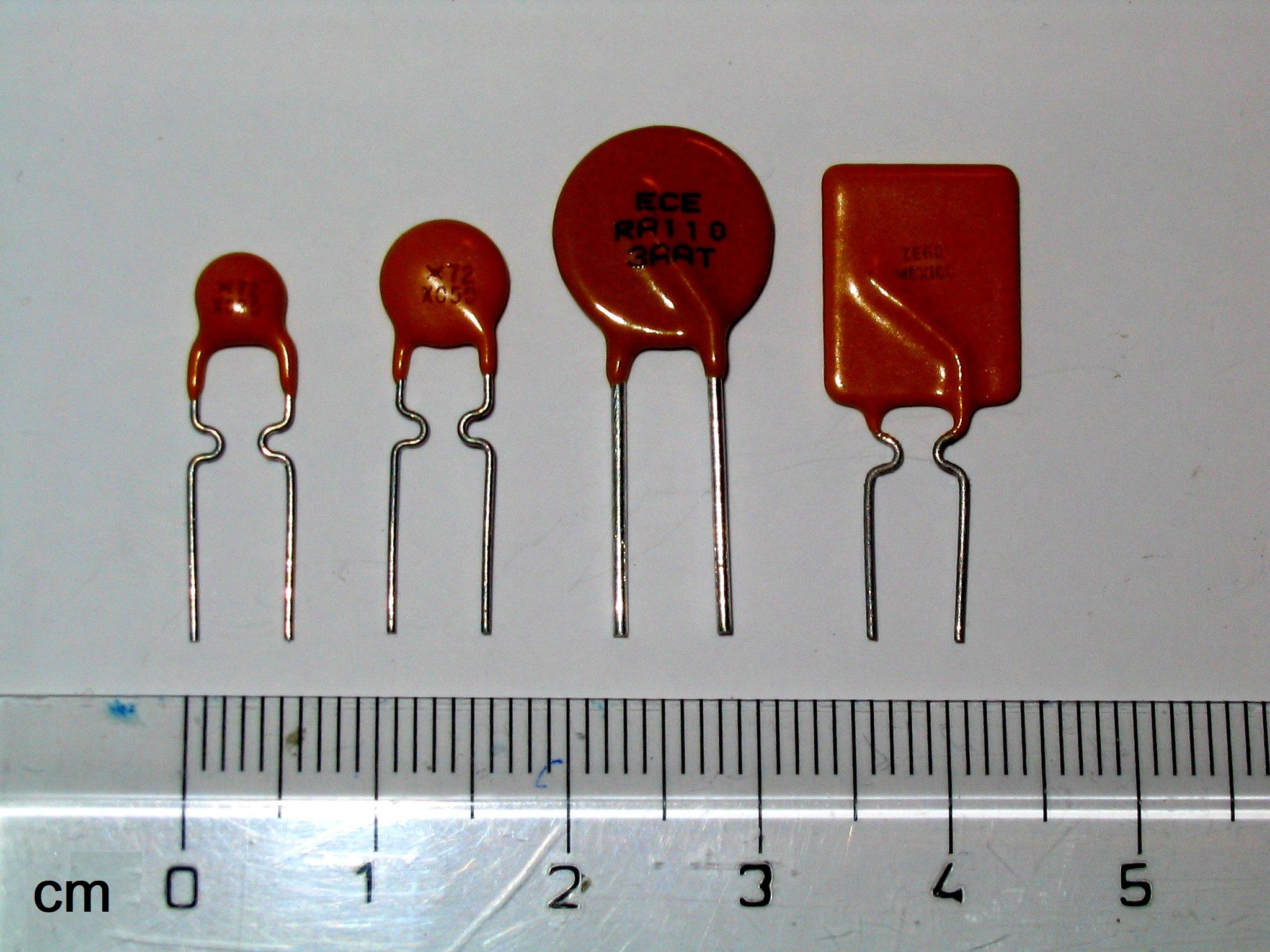
Kaltleiter zum Überlastungsschutz

Kaltleiter werden unter anderem zum Überlastschutz und zur Strombegrenzung im Dauerbetrieb eingesetzt. Einige Kaltleiter-Widerstände aus Bariumtitanat zeigen einen stark nichtlinearen Zusammenhang zwischen Temperatur und Widerstandswert und finden unter anderem als verschleißfreie Schaltelemente Anwendung – vergleichbar mit Bimetallschaltern. Diese Typen werden für den Übertemperaturschutz von Elektromotoren verwendet; bei einer zu starken Erwärmung des Motors kommt es zu einer Leistungsreduktion bzw. zu einer Abschaltung.
In anderen Anwendungen werden Kaltleiter-Widerstände als träge selbstrückstellende Sicherungen oder auch zur Steuerung des Entmagnetisierungsstromes bei Farbbildröhren eingesetzt.

#### Heißleiter

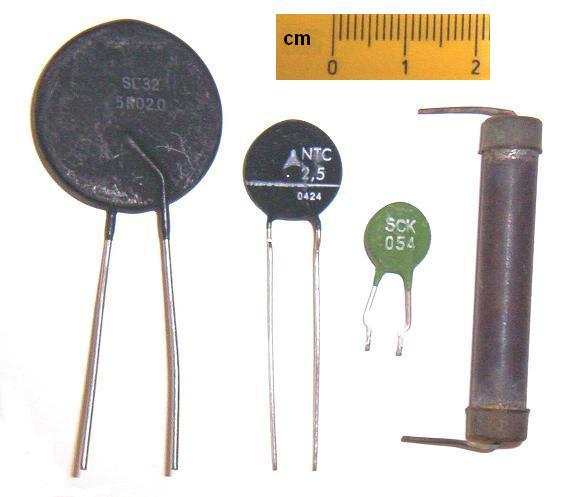
Heißleiter zur Einschaltstrombegrenzung, rechts ein URDOX-Widerstand

Heißleiter werden zur Begrenzung von Einschaltströmen angewandt, um einen Sanftanlauf zu ermöglichen. Ein Heißleiter in der Zuleitung eines elektrischen Geräts ist vor dem Einschalten kalt, leitet im Einschaltaugenblick noch schlecht und begrenzt rein ohmsch den Einschaltstrom. Nach dem Einschalten erwärmt er sich durch den Stromfluss und vermindert seinen Widerstand gegenüber dem hohen Anfangswiderstand um oft mehr als 2 Zehnerpotenzen. Der Einsatz eines Heißleiters verhindert eine Stromspitze beispielsweise,
- wenn diese beim Einschalten eines Netzgerätes eine elektrische Sicherung auslösen könnte,
- wenn diese beim Aufladen eines Kondensators einen Gleichrichter schädigen könnte.

Heißleiter zur Einschaltstrombegrenzung können nicht zur Erhöhung des zulässigen Dauerstroms parallel geschaltet werden. Der kleinere der Widerstände bekäme den größeren Anteil am Strom, erwärmte sich schneller, und das bereits wärmere Bauteil erwärmt sich noch weiter. In der Folge übernimmt einer der Heißleiter fast den gesamten Strom. Eine Reihenschaltung ist jedoch möglich, wenn es darum geht, die Hochlaufzeit zu vergrößern.

## Bauformen
- Bedrahtete Scheiben oder Zylinder
- Oberflächenmontage (Surface Mounted Device (SMD); Quader oder z. B. SOT-23)
- Bedrahtete Metall-Ösen, Pillen oder halbleitertypische Gehäuse (TO-92, TO-220)
- Einschraubbare Metallgehäuse

Daneben existieren noch historische Bauformen wie der Eisen-Wasserstoff-Widerstand, ein Kaltleiter, und der Heißleiter aus Urandioxid, welcher als URDOX-Widerstand bezeichnet wird.